# Penicillium paxilli
Penicillium paxilli Bainier – gatunek mikroskopijnych grzybów strzępkowych z rodziny Aspergillaceae. Jest jednym z wielu gatunków Penicillium (pędzlaków) wywołujących chorobę o nazwie penicilioza cebul (zgnilizna pędzlakowa).

## Systematyka i nazewnictwo
Pozycja w klasyfikacji według Index Fungorum: Penicillium, Aspergillaceae, Eurotiales, Eurotiomycetidae, Eurotiomycetes, Pezizomycotina, Ascomycota, Fungi.
Po raz pierwszy opisał go w 1907 roku Georges Bainier na owocnikach krowiaka Paxillus we Francji. Nie podał typu nomenklatorycznego.

## Morfologia i rozwój
Kolonie na agarze z roztworem Czapka osiągają średnicę 3–4 cm w ciągu 10 dni do 2 tygodni w temperaturze pokojowej. Są płaskie lub z niewielką liczbą płytkich, promienistych bruzd, silnie zarodnikujące, aksamitne w młodszych obszarach zarodników. W środkowej części kolonii następuje nadmierny rozrost grzybni wegetatywnej, z której rozwijają się wtórne struktury zarodników, marginesy wzrostu mają około 1 mm szerokości, są białe, za nimi następuje wąska strefa młodych, struktur zarodnikujących, początkowo zielonych, ale szybko przechodzących w ciemno oliwkowozielone. Wysięk obfity w postaci małych kropelek, zazwyczaj powstających w masie wyprostowanych konidioforów. Zapach kolonii jest „pleśniowy”, niewyraźny, rewers w odcieniach od matowej żółci do cynamonowoszarego. Konidiofory wyrastają w gęstym gąszczu głównie z podłoża, czasami jako odgałęzienia strzępek, o zmiennej długości, ale zwykle 150–200 × 3,5–4,0 µm, czasami dłuższe, ze ściankami lekko chropowatymi. Penicillusy zwarte, o długości 20–25 µm, składające się z pojedynczego terminalnego okółka z 5–8 lub 9 metula, z których wyrastają rozbieżne łańcuchy i luźne kolumny konidiów o długości do 100–150 µm. Metule 10–12 × 2,8–3,3 µm, o jednolitej średnicy lub z wierzchołkami tylko nieznacznie powiększonymi; ramiona 8–1,0 × 2,0–2,5 µm. Konidia eliptyczne do prawie kulistych, 2,8–3,3 µm w długiej osi, ze ściankami cienkimi, gładkimi lub prawie gładkimi.
Kolonie na agarze słodowym osiągają średnicę 5–6 cm w ciągu 2 tygodni w temperaturze pokojowej, są płaskie, zasadniczo aksamitne lub z ograniczonym przerostem grzybni powietrznej w centrum kolonii, mniej lub bardziej strefowane, w matowych żółtozielonych odcieniach zbliżonych do szarawooliwkowych. Penicillusy podobne.

## Występowanie i siedlisko
Występuje na niektórych wyspach i wszystkich kontynentach poza Antarktydą. W Polsce podano wiele jego stanowisk. Wyizolowano go z gleby oraz resztek roślinnych: ryzosfery, korzeni i siewek niektórych drzew i roślin zielnych (głównie roślin uprawnych).

## Badania naukowe
- Opracowano proces fermentacji do produkcji mykotoksyny paksyliny przez P. paxilli[6].
- Diterpeny indolowe są wytwarzane jako metabolity wtórne przez wiele grzybów strzępkowych. W badaniach nad P. paxilli ustalono które geny są odpowiedzialne za ich wytwarzanie[7].